# Europese School Karlsruhe
De Europese School in Karlsruhe werd in 1962 gesticht voor de kinderen van medewerkers van het internationale Kernforschungszentrum Karlsruhe, het huidige Joint Research Centre for Nuclear Safety and Security. Gedurende vele jaren had deze school een Nederlandse afdeling waaraan Nederlandse (en Belgische) leraren verbonden waren.